# Ferdinand Marschall

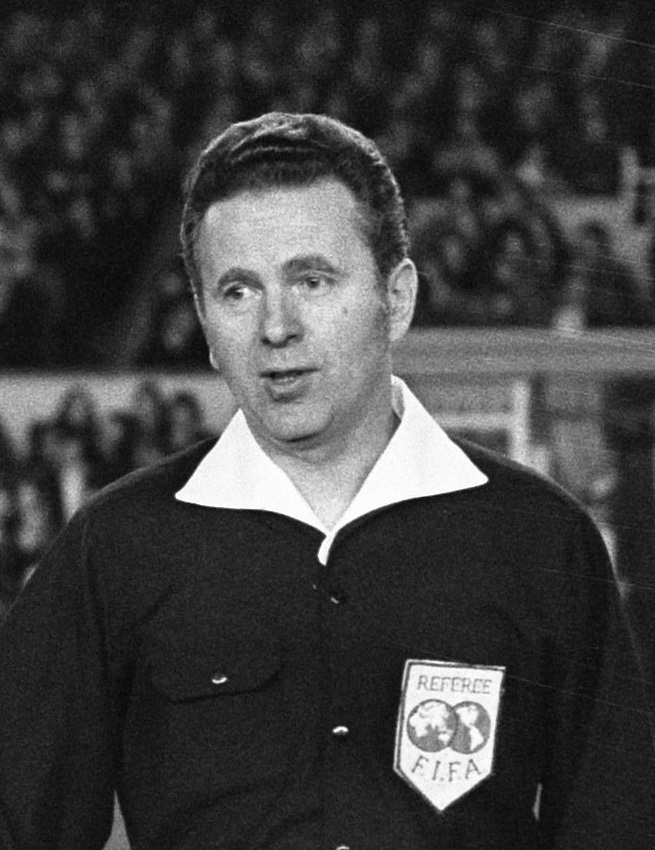

Ferdinand Marschall (* 19. Februar 1924 in Timișoara, Rumänien; † 14. November 2006 in Waldzell) war ein österreichischer Fußballschiedsrichter.
Ferdinand Marschall begann seine Laufbahn als Schiedsrichter 1948. Am 3. Oktober 1953 gab er im Spiel 1. Simmeringer SC gegen SV Austria Salzburg seinen Einstand in der damaligen Österreichischen Staatsliga, der höchsten Leistungsklasse. In insgesamt 20 Spieljahren leitete er 180 Meisterschaftsspiele, ehe er am 19. November 1972 beim Spiel SK Sturm Graz gegen SK Rapid Wien (1:3) seine aktive Laufbahn als Schiedsrichter beendete.
Darüber hinaus leitete er zwischen 1954 und 1972 weltweit zahlreiche Länderspiele. Bei der Fußball-Weltmeisterschaft 1970 in Mexiko kam er am 10. Juni 1970 im Gruppenspiel Brasilien gegen Rumänien (3:2) zum Einsatz. Bei der Fußball-Europameisterschaft 1972 leitete er am 18. Juni 1972 das Finalspiel Deutschland gegen die UdSSR (3:0).
Nach seiner aktiven Zeit war er von 1981 bis 1996 Vorsitzender der Schiedsrichterkommission des Österreichischen Fußball-Bundes (ÖFB).